# Predsjednik Njemačke
Predsjednik Njemačke (njem. Bundespräsident) nalazi se na čelu Savezne Republike Njemačke.
Njega bira Savezna skupština (njem. Bundesversammlung) - posebni konstitutivni organ koji se saziva svakih 5 godina isključivo radi ovoga izbora. Reizbor je dopušten jednom.
Službena rezidencija saveznoga predsjednika je dvorac Bellevue u Berlinu kao i vila Hammerschmidt u Bonnu.

## Funkcija
Savezni Predsjednik ima reprezentativnu ulogu. On predstavlja Njemačku u inozemstvu i vrši prijem akreditivnih pisama diplomatskih predstavnika. Osim toga ima pravo pomilovanja osuđenika.
U okvir funkcije ulaze obaveze i prava:
- potpisivanja i proglašavanja saveznih zakona
- predlaganje kancelara parlamentu na razmatranje i njegovo proglašenje na funkciju.
- postavljanje i otpuštanje saveznih ministara po savjetu kancelara.
- postavljanje saveznih sudaca kao i drugih saveznih službenika.

## Dosadašnji predsjednici
- Karl Arnold, 1949.
- Theodor Heuss, 1949. – 1959.
- Heinrich Lübke, 1959. – 1969.
- Gustav Heinemann, 1969. – 1974.
- Walter Scheel, 1974. – 1979.
- Karl Carstens, 1979. – 1984.
- Richard von Weizsäcker, 1984. – 1994.
- Roman Herzog, 1994. – 1999.
- Johannes Rau, 1999. – 2004.
- Horst Köhler, 2004. – 2010.
- Jens Böhrnsen, 2010.
- Christian Wulff, 2010. – 2012.
- Horst Seehofer, 2012.
- Joachim Gauck, 2012. – 2017.
- Frank-Walter Steinmeier, 2017. -